# Crypteronia elegans
Espèce
Classification APG III (2009)
Crypteronia elegans est une espèce de plantes à fleurs la famille des Crypteroniaceae. C'est un arbre des régions tropicales de Bornéo (Sarawak).